# Kateryna Joesjtsjenko
Kateryna Lohvynivna Joesjtsjenko (Oekraïens: Катерина Логвинівна Ющенко, Russisch: Екатерина Логвиновна Ющенко, Jekaterina Logvinovna Joesjtsjenko) (Tsjyhyryn (Oblast Tsjerkasy), 8 december 1919 - 15 augustus 2001) was een Sovjet-Oekraïense computer- en informatieonderzoeker, lid van de Russische Academie van Wetenschappen (1976) en lid van The International Academy of Computer Science.

## Biografie
Kateryna Lohvynivna Joesjtsjenko (née Rvatsjova) werd in 1919 geboren in Tsjyhyryn in centraal Oekraïne. Ze begon haar bachelorstudie aan de Universiteit van Kiev in 1937 en tijdens de Tweede Wereldoorlog studeerde ze aan de Centraal-Aziatische Staatsuniversiteit in Tasjkent, waar ze afstudeerde in 1942. Na de oorlog keerde ze terug naar Oekraïne en in 1950, onder leiding van Borys Hnedenko, behaalde ze een PhD van het Instituut voor Wiskunde van de Oekraïense Academie van Wetenschappen. Gedurende een periode van zeven jaar bekleedde Joesjtsjenko de functie van senior onderzoeker van het Kiev Institute of Mathematics van de Academie van Wetenschappen van de Oekraïense SSR (1950-1957). In 1954 werd het Levedev-laboratorium (waar de MESM werd gemaakt, de eerste computer in continentaal Europa) overgebracht naar het Instituut voor Wiskunde. Joesjtsjenko was lid van de gezamenlijke groep geleerden die de MESM gebruikte. In 1957 werd ze directeur van het Institute of Computer Science van de Oekraïense SSR Academy of Sciences. 

## Wetenschappelijke bijdragen
Joesjtsjenko is vooral bekend vanwege haar creatie van de Address-programmeertaal, de eerste fundamentele vooruitgang in de wetenschappelijke school van theoretisch programmeren. Deze programmeertaal zorgde voor de vrije locatie van een programma in het computergeheugen.
Tijdens het werken met de MESM werd het duidelijk dat de meer complexe taken moeilijk op te lossen waren door eenvoudige machineprogramma's te schrijven. Er was behoefte aan het ontwikkelen van een programmeertaal op hoog niveau, maar er was een probleem: de afwezigheid van een geschikte vertaler voor een betere communicatie tussen mens en computer. L.I. Kaloezjnin, een professor aan de Universiteit van Kiev, die in de jaren 1950-1970 een cursus wiskundige logica gaf, boekte een aanzienlijke vooruitgang in het begrip van dit probleem en formaliseerde een schema voor de koppeling met het programma. Na deze ontwikkeling ontwikkelde Joesjtsjenko in 1955 een programmeertaal gebaseerd op twee algemene principes voor computerwerk: adressering en softwarebeheer. Door een handig systeem van concepten te creëren voor het beschrijven van de computerarchitectuur en de systeeminstructies, werd de taal dus het middel om de adressen van de tweede rang (zogenaamde pointers) en hogere rangen te manipuleren. De Address-programmeertaal werd de eerste fundamentele prestatie van de Sovjetschool voor theoretisch programmeren.
Joesjtsjenko was de grondlegger van de eerste Sovjetschool voor theoretisch programmeren. In de jaren 1970 en 1980 werd theoretisch programmeren een eigen onderzoeksonderwerp. Een van de belangrijkste verwezenlijkingen van de school in die tijd was het creëren van algebraïsche grammaticamethoden voor softwaresynthese.
In de jaren 1990 concentreerden de inspanningen van de School of Theoretical Programming zich op de studie van algebraïsche grammaticamethoden van kennisrepresentatiemodel van berekening en vriendelijke gebruikersinterface voor het ontwerpen en ontwikkelen van databases en kennisbanken voor beslissingsondersteunende systemen, expertsystemen en datamining.

## Werken
Joesjtsjenko werkte aan waarschijnlijkheidstheorie, algoritmische talen en programmeertalen, en ontwikkelde methoden voor geautomatiseerde gegevensverwerkingssystemen.
Om programmeurs voor te bereiden, schreef Joesjtsjenko in de jaren 1970 een reeks educatieve leerboeken. Joesjtsjenko bezat vijf auteursrechtcertificaten, goed voor acht staatsnormen van Oekraïne. Ze is een auteur van meer dan 200 manuscripten, waaronder 23 monografieën en trainingshulpmiddelen. Een deel van deze werken heeft twee tot drie edities en is internationaal vertaald in meer dan vijf talen, waaronder Duits, Tsjechisch, Hongaars, Frans en Deens.

### Boeken/publicaties (selectie)
- Glushkov V.M., & Yushchenko E.L., D 1966, The Kiev Computer; a Mathematical Description, USA, Ohio, Translation Division, Foreign Technology Div., Wright-Pattenon AFB, 234 p.
- Gnedenko B.V., Koroliouk V. S. & Iouchtchenko E.L., D 1969, Eléments de programmation sur ordinateurs, Paris, Dunod, 362 p.
- Gnedenko B.V., Koroljuk V.S. & Justschenko E.L., D 1964, Elemente der Programmierung, DDR, Leipzig, Verlag: B. G. Teubner, 327 oldal.
- Gnedenko B.V., Korolyuk V.S. & Juscsenko E.L. D 1964, Bevezetѐs a progamozásba, – I, II. – Magyarország, Budapest, Uj technica.
- Вычислительная машина «Киев»: математическое описание / В. М. Глушков, Е. Л. Ющенко. — К. : Техн. лит., 1962. — 183 с.
- Кулинкович А.Е., Ющенко Е.Л., О базовом алгоритмическом языке. / Кулинкович А.Е., Ющенко Е.Л., в журн.: «Кибернетика», К. : No. 2, 1965. C.3-9,[1]
- Ющенко Е. Л. Адресное программирование / Е. Л. Ющенко. — К. : Техн. лит., 1963. — 286 с.[2]
- Ющенко Е. Л. Программирующая программа с входным адресным языком для машины Урал −1 / Е. Л. Ющенко, Т. А. Гринченко. — К. : Наук. думка, 1964. — 107 с.
- Ющенко Е.Л., Адресный язык (Тема 5) // Кибернетика на транспорте: Заочный семинар. / Киевский дом Научно-технической пропаганды / – К. : – 1962. – 32 с.
- Управляющая машина широкого назначения «Дніпро» и программирующая программа в ней / Е. Л. Ющенко, Б. Н. Малиновский, Г. А. Полищук, Э. К. Ядренко, А. И. Никитин. — К. : Наук. думка, 1964. — 280 с.